# Europaplein (Amsterdam)
Het Europaplein is een plein in Amsterdam-Zuid. Het metrostation Europaplein is ernaar vernoemd. Het plein bestaat uit een verkeersweg en het terrein voor het RAI-complex. Ook de andere zijde van de weg heet het Europaplein en op de plek van de vroegere keerlus van de tram bevindt zich een klein plantsoen.   
Van 1935 tot 1958 heette het plein Westerscheldeplein. Het plein was in de jaren 1930 aangelegd aan de rand van de Rivierenbuurt als westelijk uiteinde van de Zuider Amstellaan, de huidige Rooseveltlaan. Aan de noordzijde gaat het plein over in het Scheldeplein en daarna Scheldestraat en aan de zuidzijde in de Europaboulevard waarvan het eerste gedeelte tot 1958 deel uitmaakte van het Westerscheldeplein.    
Op 16 juli 1958 werd het plein hernoemd naar het werelddeel Europa naar aanleiding van een resolutie van de Raadgevende Vergadering van de Raad van Europa in 1957 waarbij iedere gemeente in Europa werd gevraagd een straat of plein hiernaar te vernoemen.
Aan het Europaplein bevinden zich sinds 1961 het RAI-gebouw en het RAI-Congrescentrum. Tramlijn 4 had hier sinds 1948 zijn eindpunt (daarvoor lijn 8 van 1936 tot 1942). Lijn 4 werd in 1981 verlengd via de Europaboulevard naar het toen nieuw geopende Station RAI aan de Schiphollijn. Van 1960-1981 was het ook een buseindpunt voor GVB en Maarse & Kroon sinds 1973 Centraal Nederland. 
In 2005 startte bouwwerkzaamheden voor de Noord-Zuidlijn. De metrolijn heeft een tracé dat vanaf de A10 onder het plein door richting de Scheldestraat loopt. Het traject werd in een open bouwkuip gebouwd. In het midden van het plein werd het gelijknamige metrostation gebouwd. Direct daarnaast, onder het Scheldeplein, werden de tunnelboormachines ingehesen die richting de Binnenstad boorden. Nadat de werkzaamheden klaar waren werd het gehele plein opnieuw ingericht en voorzien van de Feestelijke beeldenreeks van beeldhouwer Guillaume Bijl. Op 15 mei 2011 werd het Europaplein officieel heropend. Op 22 juli 2018 werd het metrostation ingebruik genomen.
In 2022 werd het beeld Virtual fountains van Femke Schaap onthuld.

## Galerij

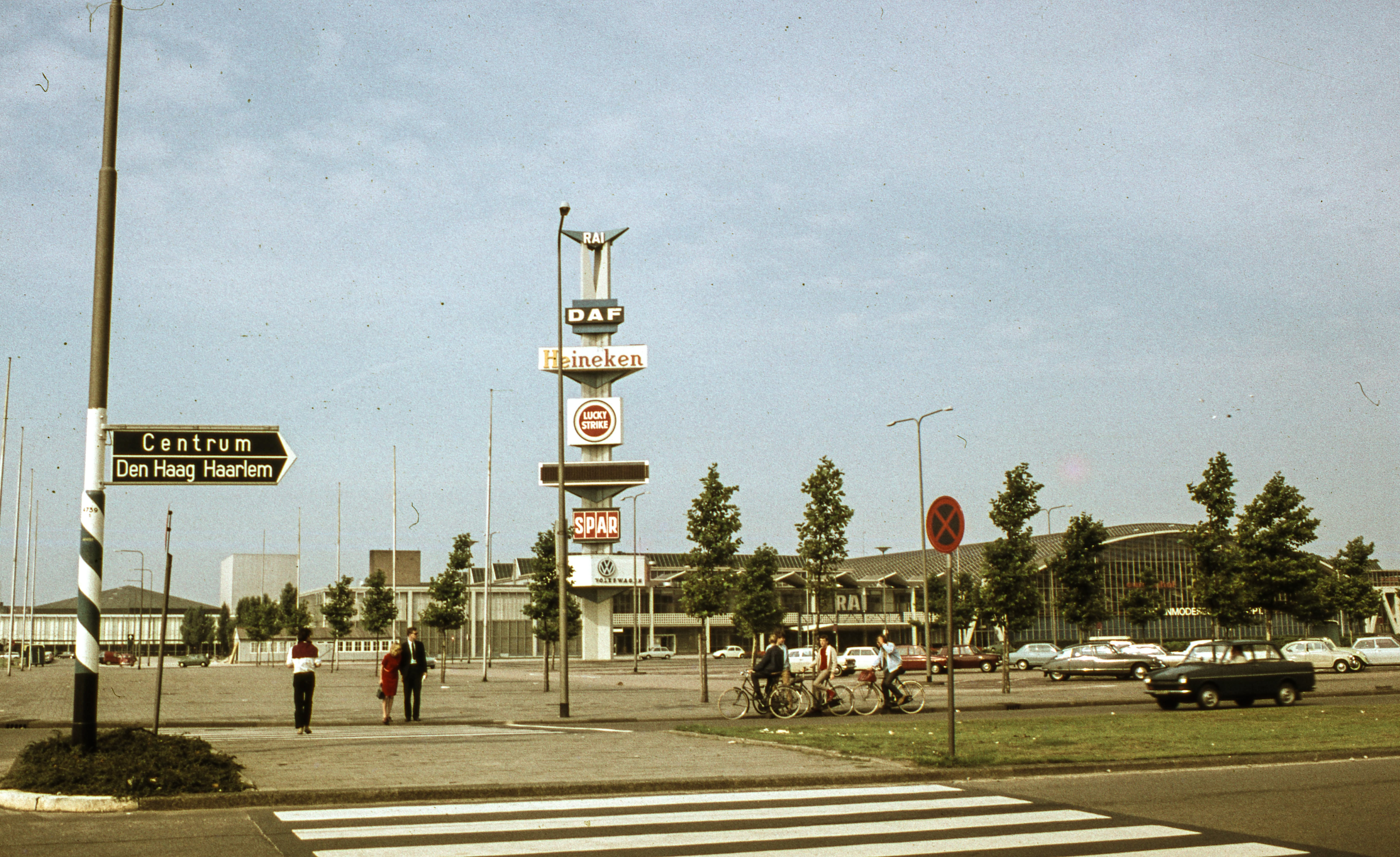
Europaplein in 1969
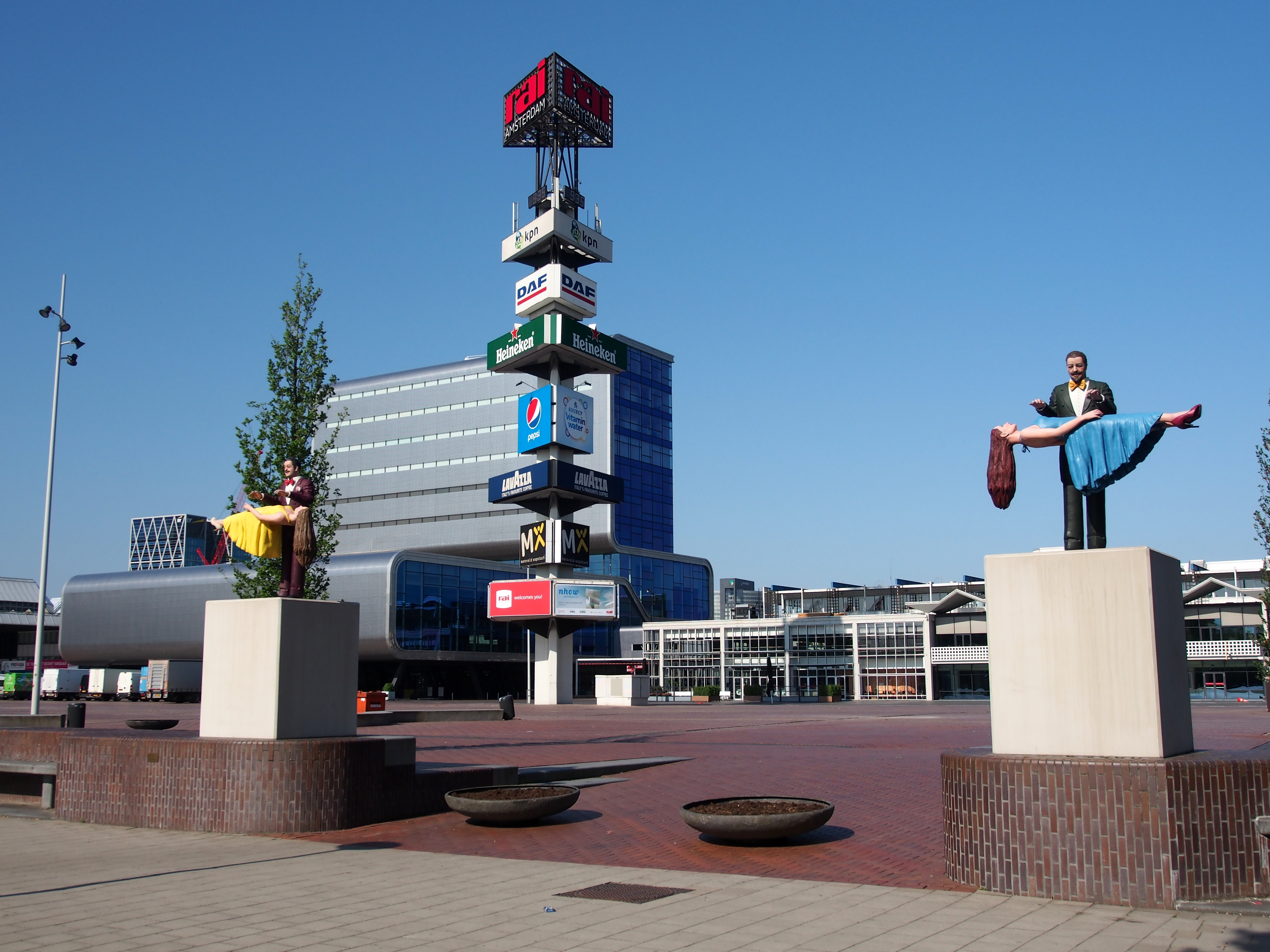
RAI Elicium-gebouw en standbeelden aan de rand van het evenementenplein
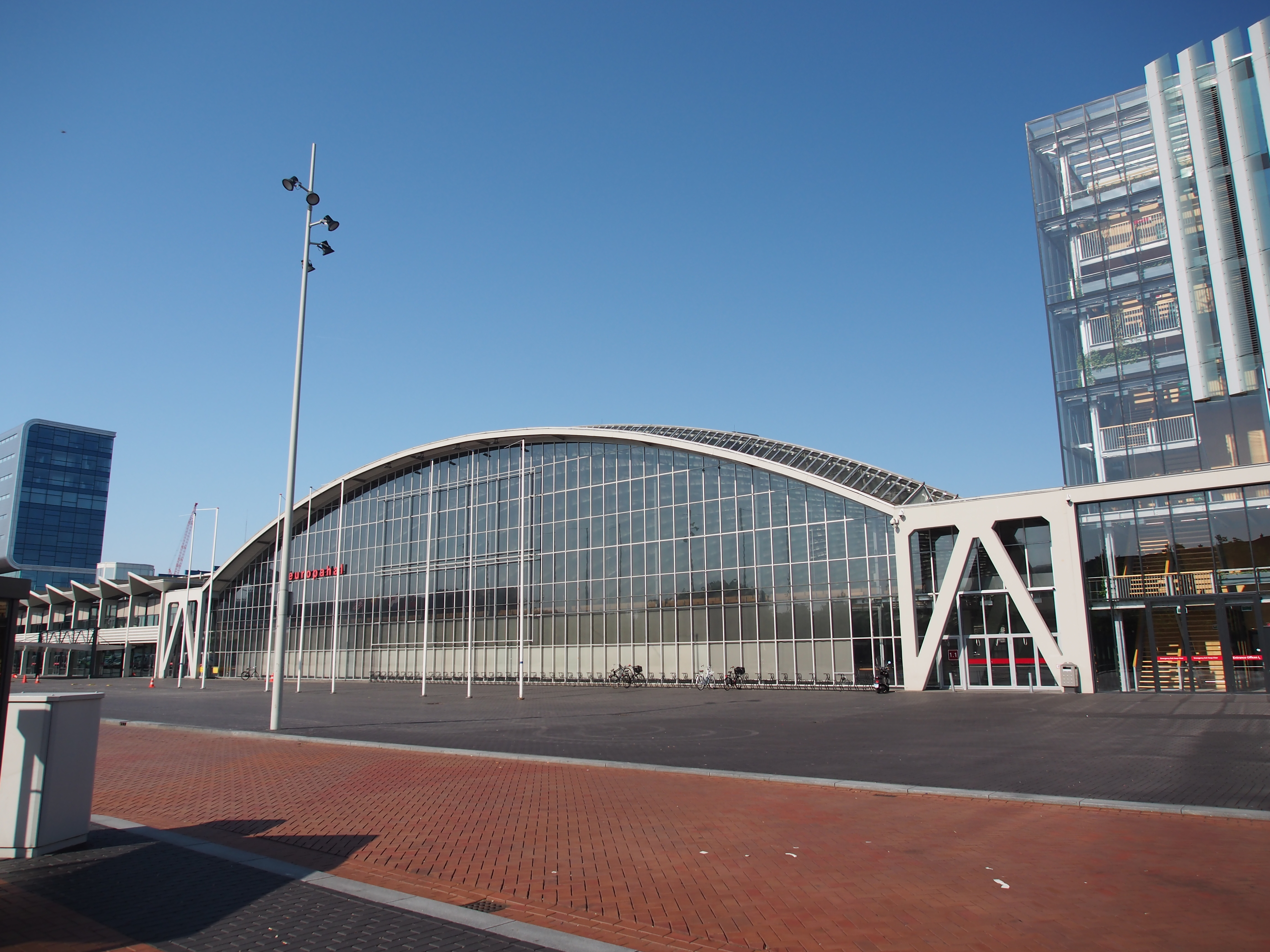
Voorgevel van de monumentale Europahal
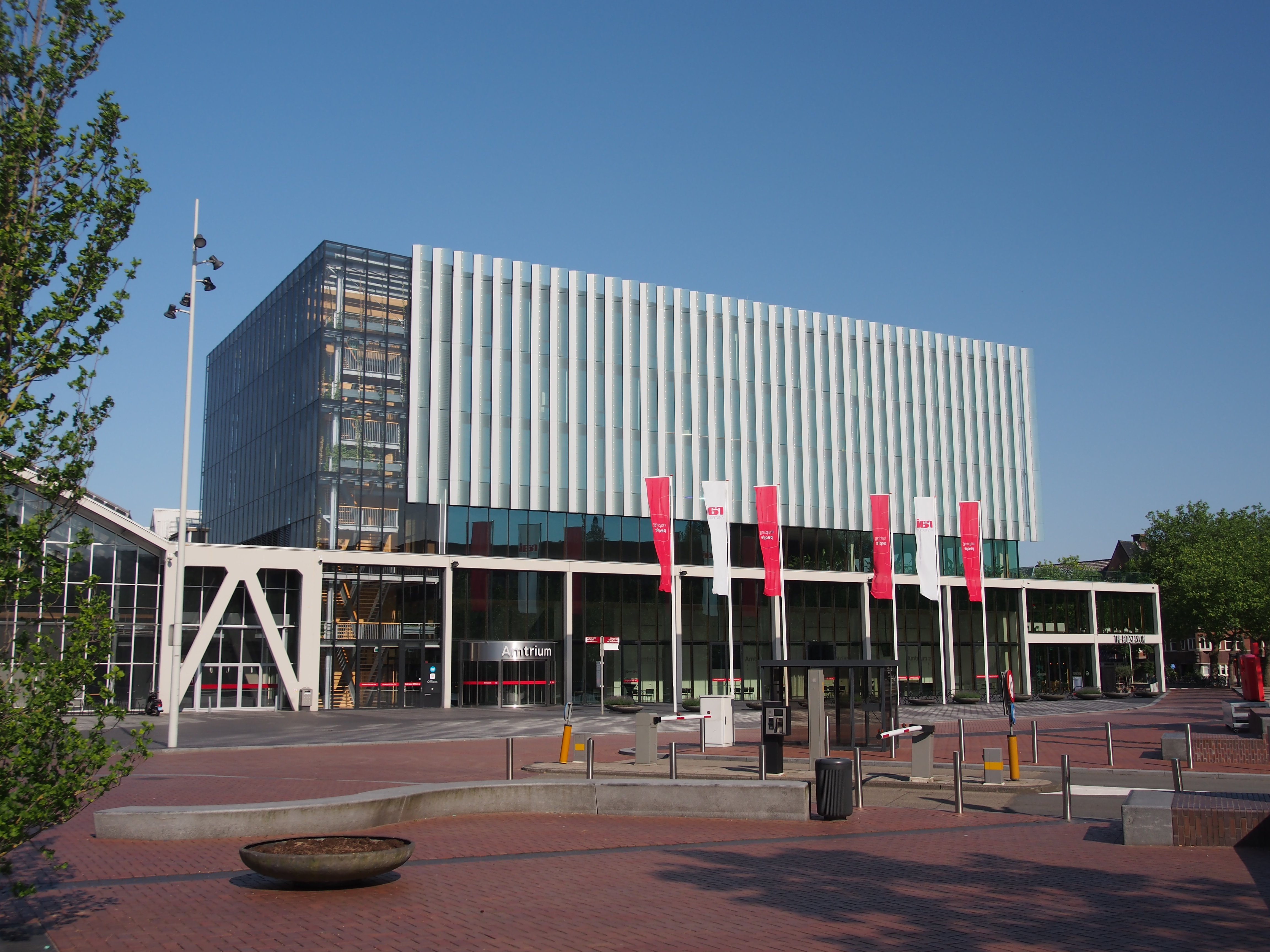
Amtrium-gebouw
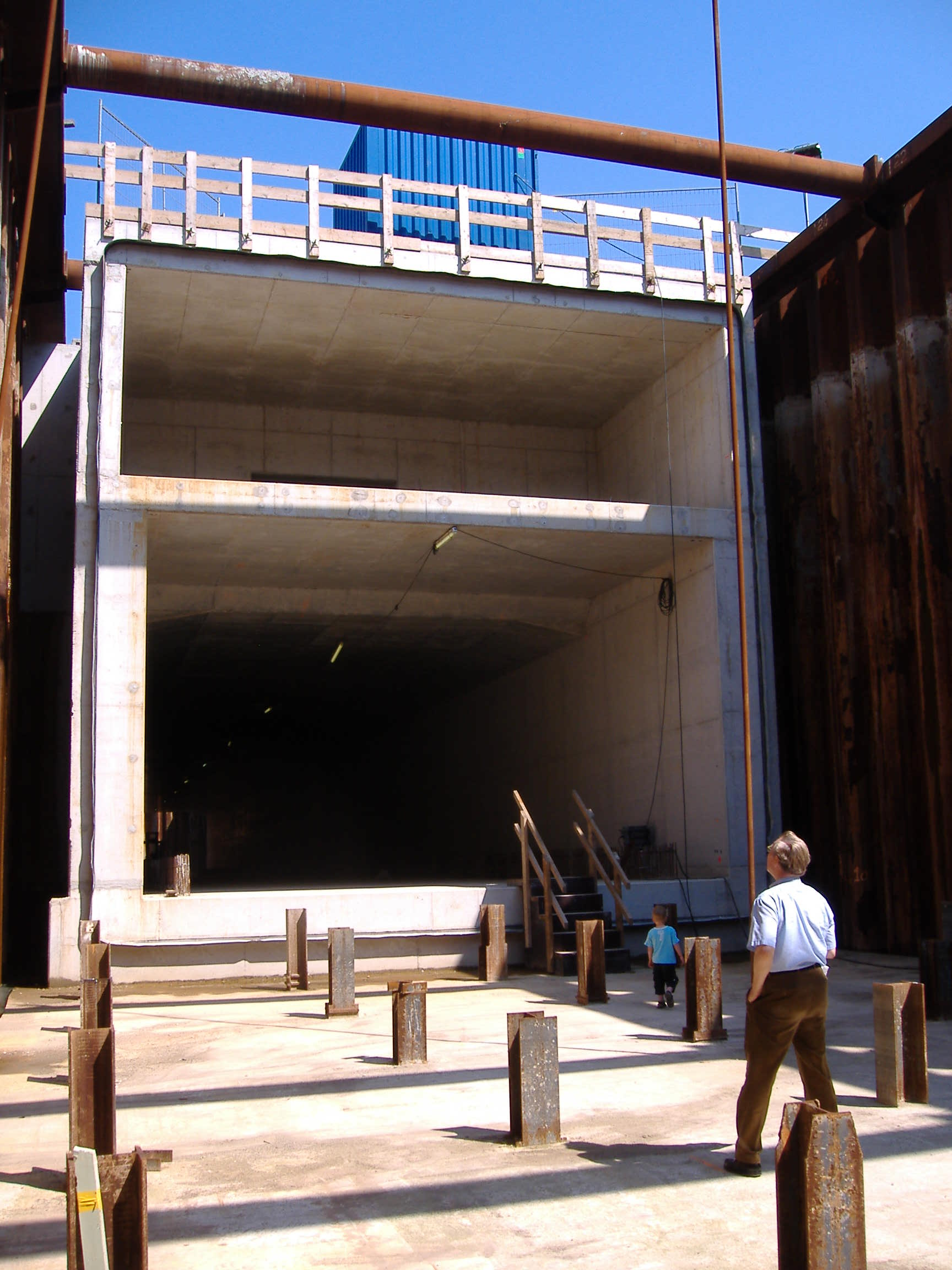
Tunnelelement tijdens de metrobouw
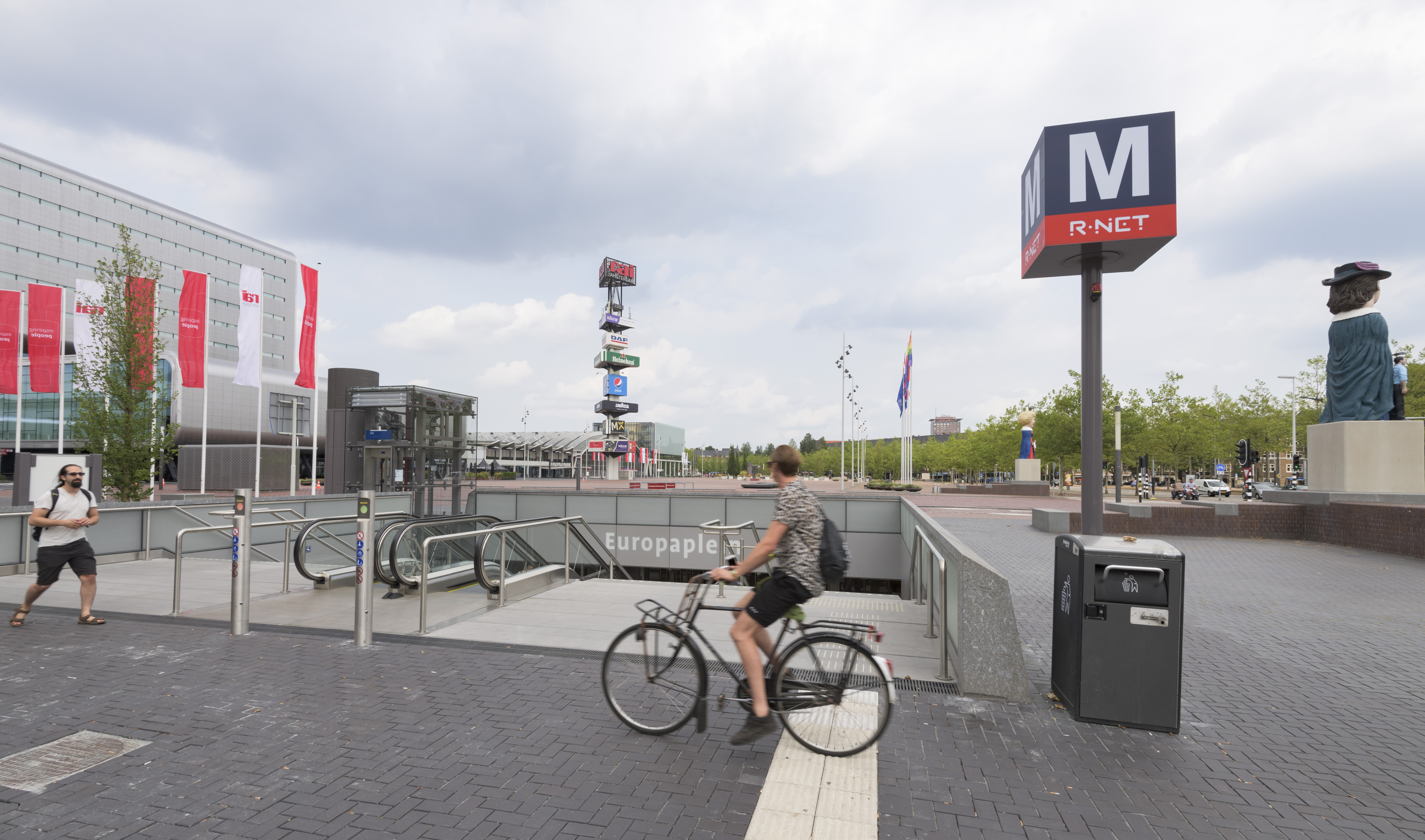
Zuidelijke metrotoegang